# Sky Airline
Sky Airline ist die zweitgrößte chilenische Fluggesellschaft mit Sitz in Santiago de Chile und Basis auf dem Flughafen Santiago de Chile. Sie ist ein Unternehmen der Sky Service S.A.dba und der Avianca Holdings.

## Geschichte
Sky Airline wurde 2001 von dem deutschstämmigen Kaufmann Jürgen Paulmann gegründet und begann 2002 mit dem Linienflugbetrieb. Heute ist sie im Besitz von Jürgen Paulmann (55 %) und CEO Fernando Uauy (45 %). Gemäß einer im Dezember 2014 abgeschlossenen Absichtserklärung sollte die kolumbianische Avianca Holdings einen Anteil von 59 % an der Fluggesellschaft übernehmen. Im Jahr 2015 wurde beschlossen, Sky Airline in eine Billigfluggesellschaft zu verwandeln. Im Jahr 2018 wurde Sky Airline von Skytrax zur besten Billigfluggesellschaft Südamerikas gewählt.

## Flugziele
Das Drehkreuz von Sky Airline ist Santiago de Chile. Von dort aus werden hauptsächlich Ziele innerhalb Chiles sowie in Südamerika angeflogen.
| Land        | Flugziel |
| ----------- | --- |
| Chile       | Arica, Iquique, Calama, Antofagasta, Copiapó, La Serena, Santiago de Chile, Concepción, Temuco, Valdivia, Osorno, Puerto Montt, Balmaceda, Punta Arenas |
| Argentinien | Buenos Aires, Mendoza, Córdoba |
| Peru        | Lima, Cuzco, Piura, Arequipa, Trujillo, Tarapoto, Pucallpa, Iquitos                                                                                     |
| Uruguay     | Montevideo |
| Brasilien   | Rio de Janeiro, São Paulo, Florianópolis |

## Flotte

### Aktuelle Flotte
Mit Stand April 2025 besteht die Flotte der Sky Airline aus 36 Flugzeugen mit einem Durchschnittsalter von 4,3 Jahren:

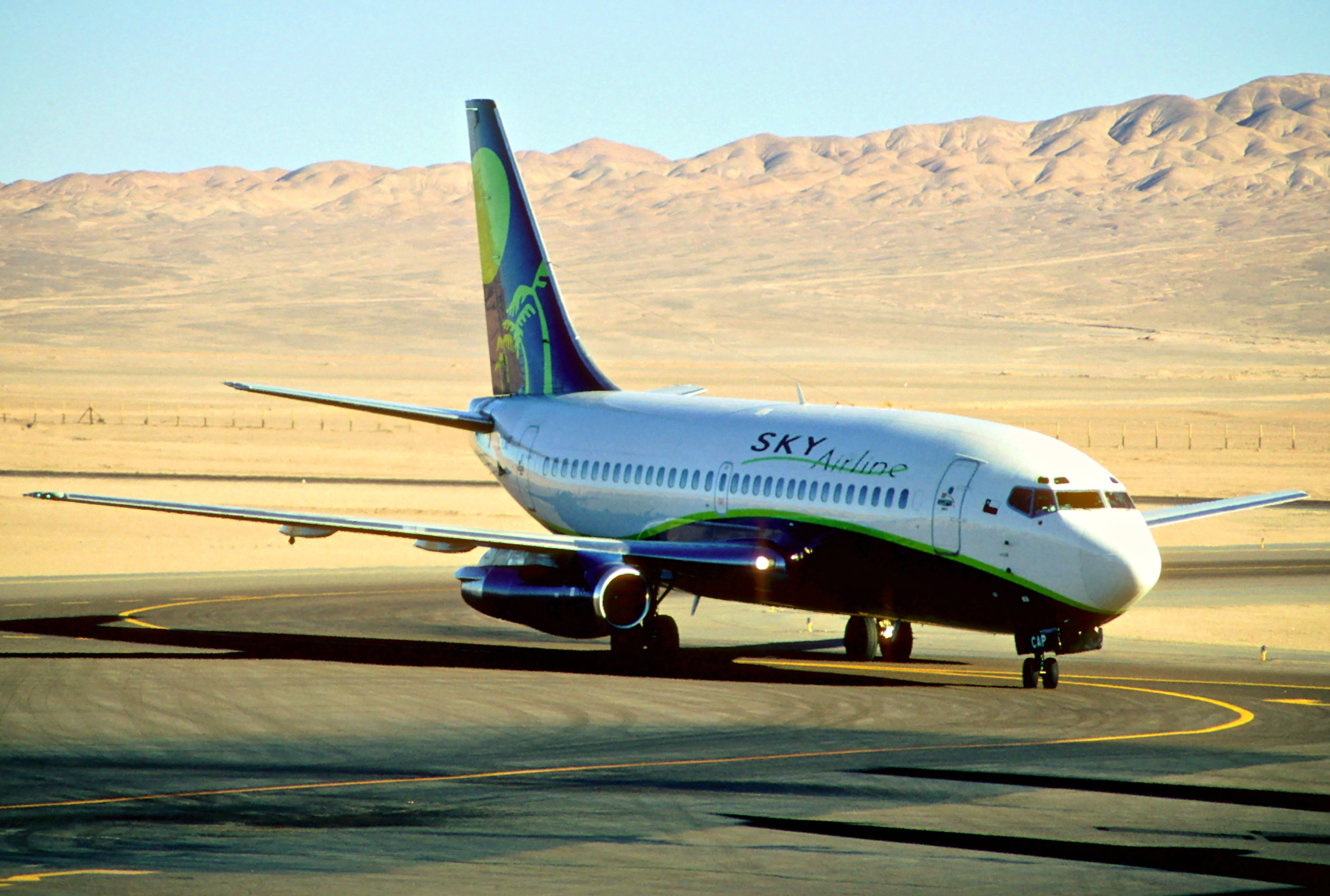
Eine Boeing 737-200 der Sky Airline. Seit 2013 existiert dieser Flugzeugtyp nicht mehr in der Flotte von Sky Airline.

| Flugzeugtyp    | Anzahl | bestellt | Anmerkungen  | Sitzplätze | Durchschnittsalter |
| -------------- | ------ | -------- | ------------ | ---------- | ------------------ |
| Airbus A320neo | 29     |          | drei inaktiv | 186        | 4,7 Jahre          |
| Airbus A321neo | 07     |          |              | 238        | 2,3 Jahre          |
| Airbus A321XLR |        | 10       |              | - offen -  |                    |
| Gesamt         | 36     | 10       |              |            | 4,3 Jahre          |

### Ehemalige Flugzeugtypen
Von der Gründung im Jahr 2001 betrieb Sky Airline bis zum 30. September 2013 21 Boeing 737-200. Vom Februar bis April 2008 wurde auch eine von Aerolínea Principal geleaste Boeing 737-300 betrieben.
- 13 Airbus A319-100
- 10 Airbus A320-200